# 突擊隊領袖 (納粹德國)
突击队领袖（德語：Sturmführer）是纳粹党设立的一个准军事军衔，冲锋队最早在1925年开始設置该职衔，1928年成為正式职衔。截至1930年，突击队领袖已成为纳粹党麾下数支准军事组织（包括冲锋队）中级别最低的军官职衔。1934年长刀之夜过后，党卫队不再使用突击队领袖职衔。